# Adnane Remmal
Adnane Remmal (en arabe : عدنان رمال), né le 06 février 1962 à Fès, est un professeur universitaire et scientifique marocain spécialisé en microbiologie et pharmacologie. 
Ses recherches sur la lutte contre la résistance aux antibiotiques lui ont valu, le 15 juin 2017, le prix de l'inventeur européen décerné par l'Office européen des brevets.

## Prix et distinctions
- Prix de l’Innovation pour l’Afrique (2015) attribué par l'Africa Innovation Foundation[2].
- Prix de l’Inventeur Européen (2017) catégorie prix du public attribué par l'Office Européen des Brêvets. [3],[4]
- Ordre du Ouissam Alaouite: Al Kafâa Al Fikriya — ordre du Mérite intellectuel — (2017) attribué par sa majesté le Roi Mohammed VI du Maroc[5].